# Système d'approvisionnement en eau de Tallinn
Le système d'approvisionnement en eau de Tallinn (en estonien : Tallinna veevarustussüsteem) a été créé pour garantir une quantité suffisante d'eau potable aux habitants de Tallinn, la capitale de l'Estonie. Le système est coordonné et utilisé par Tallinna Vesi, mais un certain nombre de petites entreprises contribuent à l'approvisionnement en eau,,.

## Présentation
Environ 90 % de l'eau potable de Tallinn est produite à partir des eaux de surface. 
La station d'épuration d'Ülemiste, qui constitue le cœur du système, est située au centre-ville, au bord du lac Ülemiste et la station d'épuration de Paljassaare est située à Paljassaare.
Le bassin versant naturel du lac étant assez petit (52 km2), de l'eau supplémentaire est dirigée vers Ülemiste par les canaux venant des rivieres Pirita, Jägala et Soodla et même depuis le cours supérieur du fleuve Pärnu dans les collines de Pandivere. 
Le système comprend 6 réservoirs d'eau et 69 km de canaux et de canalisations, ce qui porte la superficie totale du bassin versant à 1 865 km2.

## Puits
Les puits sont principalement situés dans les quartiers de Nõmme, Pirita, Merivälja, Mähe, Kloostrimetsa et Kakumäe. 
L'eau souterraine des puits est puisée dans des roches calcaires provenant de profondeurs dont les temps de formation correspondent soit à la transition de l’Édiacarien au Cambrien, soit à la transition du Cambrien à l'Ordovicien. 
Les minéraux contenus dans ces eaux souterraines diffèrent légèrement les uns des autres. 
Environ 68 000 m3 d’eau souterraine sont utilisés chaque jour,.

## Système d'eaux de surface
Un maximum de 123 000 m3 par jour peuvent être purifiés à partir des eaux de surface acheminées vers le lac Ülemiste pour être utilisées par les résidents, mais la production quotidienne moyenne est d'environ 60 000 m3. 
Les eaux de surface sont acheminées vers le lac Ülemiste en les collectant dans des lacs artificiels construits à cet effet, au nombre de six : le réservoir de Vaskjala, le réservoir de Kaunissaare, le réservoir de Aavoja, le réservoir de Aruoja, le réservoir de Raudoja et le réservoir de Soodla. 
Huit canaux ont été construits entre des lacs artificiels et un total de 66,9 kilomètres de canalisations,,.  
Le canal Vaskjala-Ülemiste achemine les eaux du réservoir de Vaskjala de la rivière Pirita jusqu'au lac Ülemiste. 
Le grand réservoir de Paunküla est situé dans le cours supérieur de la rivière Pirita, où l'eau est collectée pour être stockée pour la saison sèche.
La rivière Pirita reçoit de l'eau supplémentaire du fleuve Jägala par deux itinéraires. 
De l'eau supplémentaire est acheminée du fleuve Jägala par le canal Jägala-Pirita, qui part du réservoir de Kaunissaare. 
L'eau est également acheminée du cours supérieur du fleuve Jägala jusqu'au Réservoir de Paunküla par le canal Sae-Paunküla. 
Le débit du fleuve Jägala ne suffit pas à répondre aux besoins de Tallinn, mais il est complété de deux manières. 
Premièrement, l'eau est amenée vers son cours supérieur depuis le fleuve Pärnu par le canal Jägala-Pirita jusqu'à un point situé en amont du canal Sae-Paunküla. 
Deuxièmement, depuis l'affluent Aavoja du fleuve Jägala, l'eau est acheminée du réservoir de Aavoja par le canal Aavoja-Kaunissaare directement jusqu'au réservoir de Kaunissaare. 
De même, l'eau supplémentaire du  réservoir de Soodla est amenée au réservoir de Aavoja depuis un autre affluent du Jägala, la rivière Soodla. 
Ses eaux sont d'abord acheminées vers le réservoir de Raudoja, d'où part vers l'ouest le canal Raudoja-Aavoja qui se déverse dans le réservoir de Aruoja,,,,.  
Grâce à des canalisations aussi complexes, l'eau peut être acheminée depuis de nombreuses rivières parallèles jusqu'au lac Ülemiste de Tallinn, à l'ouest. 
Les canaux s'étendent transversalement aux directions naturelles descendantes des rivières, de sorte qu'ils traversent les rivières naturelles qu'ils rencontrent en chemin.